# Kovács I. László (játékvezető)
Kovács I. László (Nagykanizsa, 1946. július 30. – ?) magyar nemzetközi labdarúgó-játékvezető.

## Pályafutása

### Labdarúgóként
A nagykanizsai vasutasok labdarúgója és a MÁV NTE együttessel az NB. II-ig jutott el. Játszott a Zala megyei ifjúsági válogatottban, a szakmunkástanulók válogatottjával külföldön is pályára léphetett. A hetvenes évek elején válaszút elé került vagy a futball, vagy vezető beosztás egy építőipari cégnél.

### Labdarúgó-játékvezetőként

#### Nemzeti játékvezetés
A játékvezetői vizsgát 1974-ben tette le, 1978-ban lett NB II-es, országos kerettag. 1982-ben lett hazája legfelső szintű labdarúgó-bajnokságának játékvezetője. Az aktív nemzeti játékvezetéstől 1993-ban vonult vissza. NB I-es mérkőzéseinek száma: 105.
| Időpont              | Helyszín                       | Mérkőzés típusa          | Mérkőzés                  | Eredmény |
| -------------------- | ------------------------------ | ------------------------ | ------------------------- | -------- |
| 1982. szeptember 19. | Sóstói Stadion, Székesfehérvár | első NB. I-es mérkőzés   | Videoton–Nyíregyházi VSSC | 4 – 0    |
| 1993. június 5.      | Fáy úti Stadion, Budapest      | utolsó NB. I-es mérkőzés | Vasas SC–Újpesti TE       | 3 – 1    |

##### Nemzeti kupamérkőzések
Vezetett Kupa-döntők száma: 1.

###### Szabad Föld-kupa
1964 óta a falusi labdarúgók kupadöntőjét, a Szabad Föld-kupa döntőjét rendszeresen a Magyar Népköztársasági Kupa döntő előmérkőzéseként bonyolították le. A döntőben való részvételre az az alsóbb osztályú együttes jogosult, amelyik a legmesszebb jutott a Magyar Népköztársasági Kupában.
| Időpont         | Helyszín                       | Mérkőzés típusa | Mérkőzés                                               | Partbírók                        | Eredmény | Nézők száma |
| --------------- | ------------------------------ | --------------- | ------------------------------------------------------ | -------------------------------- | -------- | ----------- |
| 1984. június 9. | Sóstói Stadion, Székesfehérvár | döntő           | Gödi Dunamenti Tsz. SK–Ménfőcsanaki Veres Péter Tsz SK | Kovács II. László/Lovassy László | 2 – 0    | 10 000      |

#### Nemzetközi játékvezetés
A Magyar Labdarúgó-szövetség Játékvezető Bizottsága (JB) terjesztette fel nemzetközi játékvezetőnek, a Nemzetközi Labdarúgó-szövetség (FIFA) 1984-től tartotta nyilván bírói keretében. Több nemzetek közötti válogatott és klubmérkőzést vezetett, vagy működő társának partbíróként segített. Az aktív nemzetközi játékvezetéstől 1989-ben búcsúzott. Válogatott mérkőzéseinek száma: 4.

## Sportvezetőként
Az MLSZ Játékvezető Bizottságának (JB) keretében országos ellenőr.

## Magyar vonatkozás
A magyar női labdarúgó-válogatott első hivatalos mérkőzését irányította.
| Időpont              | Helyszín                          | Mérkőzés típusa              | Mérkőzés                                    | Eredmény | Nézők száma |
| -------------------- | --------------------------------- | ---------------------------- | ------------------------------------------- | -------- | ----------- |
| 1985. április 9.     | Révész Géza utcai stadion, Siófok | felkészülési (első mérkőzés) | Magyarország–NSZK                           | 1 – 0    | 2000        |
| 1986. szeptember 27. | Városi Stadion, Kaposvár          | felkészülési (12. mérkőzés)  | Magyar női labdarúgó-válogatott–Jugoszlávia | 5 – 1    | 600         |
| 1987. június 28.     | Városi Stadion, Fonyód            | felkészülési (15. mérkőzés)  | Magyar női labdarúgó-válogatott–Ausztria    | 6 – 0    | 700         |

## Külső hivatkozások
- Kovács I. László. szabadfold.hu. [2016. január 13-i dátummal az eredetiből archiválva]. (Hozzáférés: 2013. június 12.)
- Kovács I. László. szabadfold.hu. [2014. július 17-i dátummal az eredetiből archiválva]. (Hozzáférés: 2013. június 12.)
- Kovács I. László. szabadfold.hu. [2014. július 14-i dátummal az eredetiből archiválva]. (Hozzáférés: 2013. június 12.)
- Kovács László. eu-football.info. (Hozzáférés: 2013. június 12.)

| Elődje: Lázin János | Szanad Föld-kupa döntő 1983–1984 | Utódja: Huták Antal |